# Piaggio P.50
Il Piaggio P.50 era un bombardiere pesante quadrimotore ad ala alta realizzato dall'azienda aeronautica italiana Società Rinaldo Piaggio negli anni trenta del XX secolo e rimasto allo stadio di prototipo.  Venne realizzato in due versioni, entrambe quadrimotore, la P.50-I con una coppia di motori in configurazione traente-spingente posizionati in due gondole per lato, la P.50-II con la più tradizionale collocazione dei quattro propulsori sul bordo d'attacco alare.

## Storia del progetto

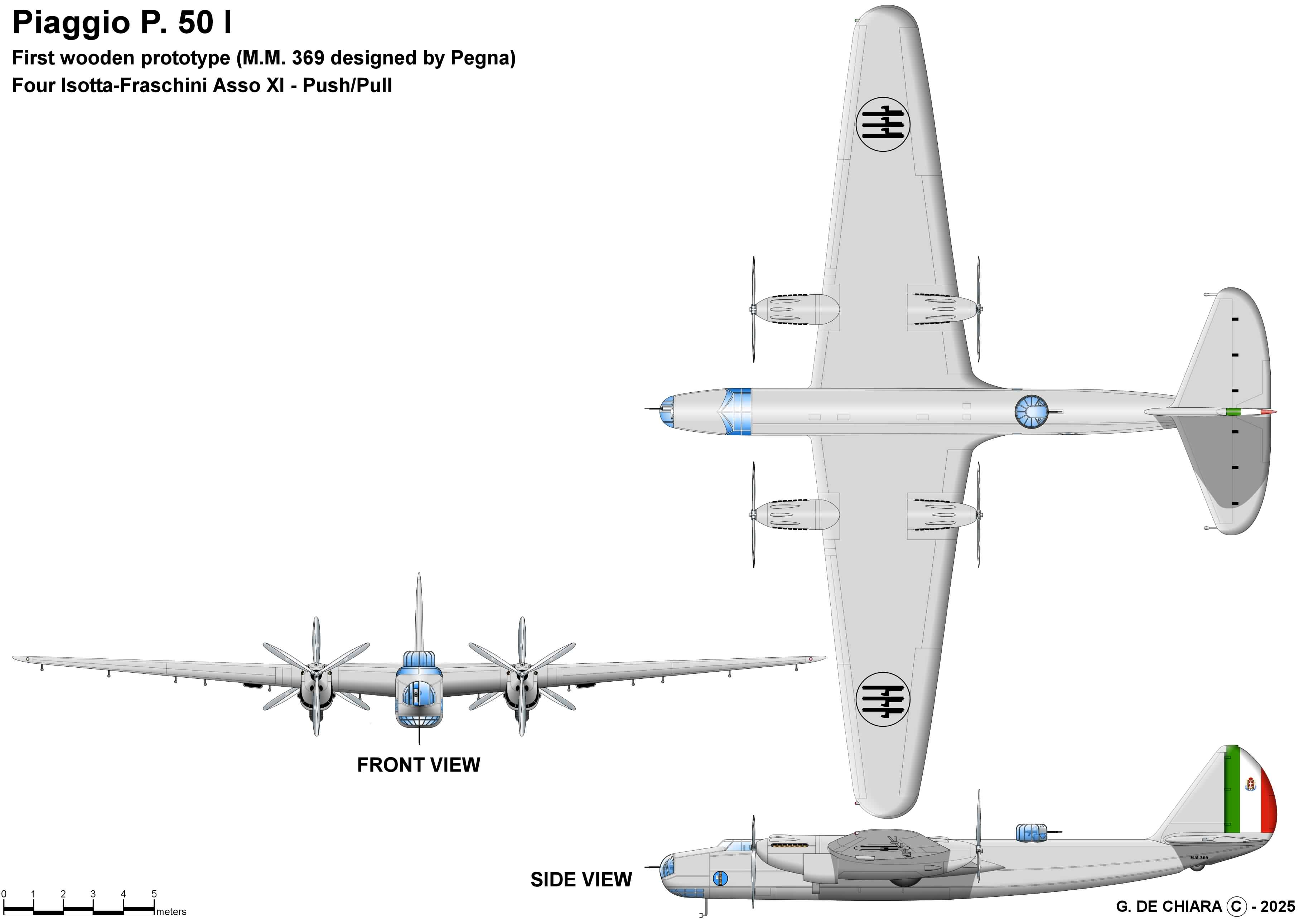
P 50 I, dotato di quattro motori raffreddati a liquido, alloggiati in due sole gondole

Il progetto del bombardiere pesante Piaggio P.50 fu iniziato nel luglio 1935, derivato dal precedente quadrimotore ad ala alta a semisbalzo P.23M, sviluppato dopo la perdita del prototipo di quest'ultimo. Il P.50 fu inizialmente progettato dall'ingegnere Giovanni Pegna ed era un monoplano ad ala alta con una sola deriva e grande timone, propulso da quattro motori Isotta Fraschini Asso XI RC.40 da 730 CV (544 kW) (al livello del mare) montati in tandem, azionanti due eliche trattrici e due eliche spingenti, di costruzione lignea. Questa soluzione, benché abbandonata verso la fine degli anni trenta, all'epoca non era inusuale per i grandi velivoli plurimotore (per esempio la adottavano gli idrovolanti Savoia-Marchetti S.55 e Latécoère 300, e i velivoli da trasporto Fokker F.32 e  Farman F.222). Nel programma di riequipaggiamento dei reparti della Regia Aeronautica, noto come «Programma R», emesso nel corso del 1937, fu prevista l'acquisizione di una preserie di 12 P.50, ma tale programma fu bocciato già nel giugno dello stesso anno, e la richiesta per i P.50 fu sostituita, nel settembre successivo, da una per 12 P.108B.
Il primo prototipo, designato P.50-I (MM 369), armato con tre mitragliatrici Breda-SAFAT MC.12,7 calibro 12,7 mm, effettuò il suo primo volo a Malpensa, Varese, il 24 febbraio 1938 nelle mani del collaudatore Angelo Tondi.

## Tecnica

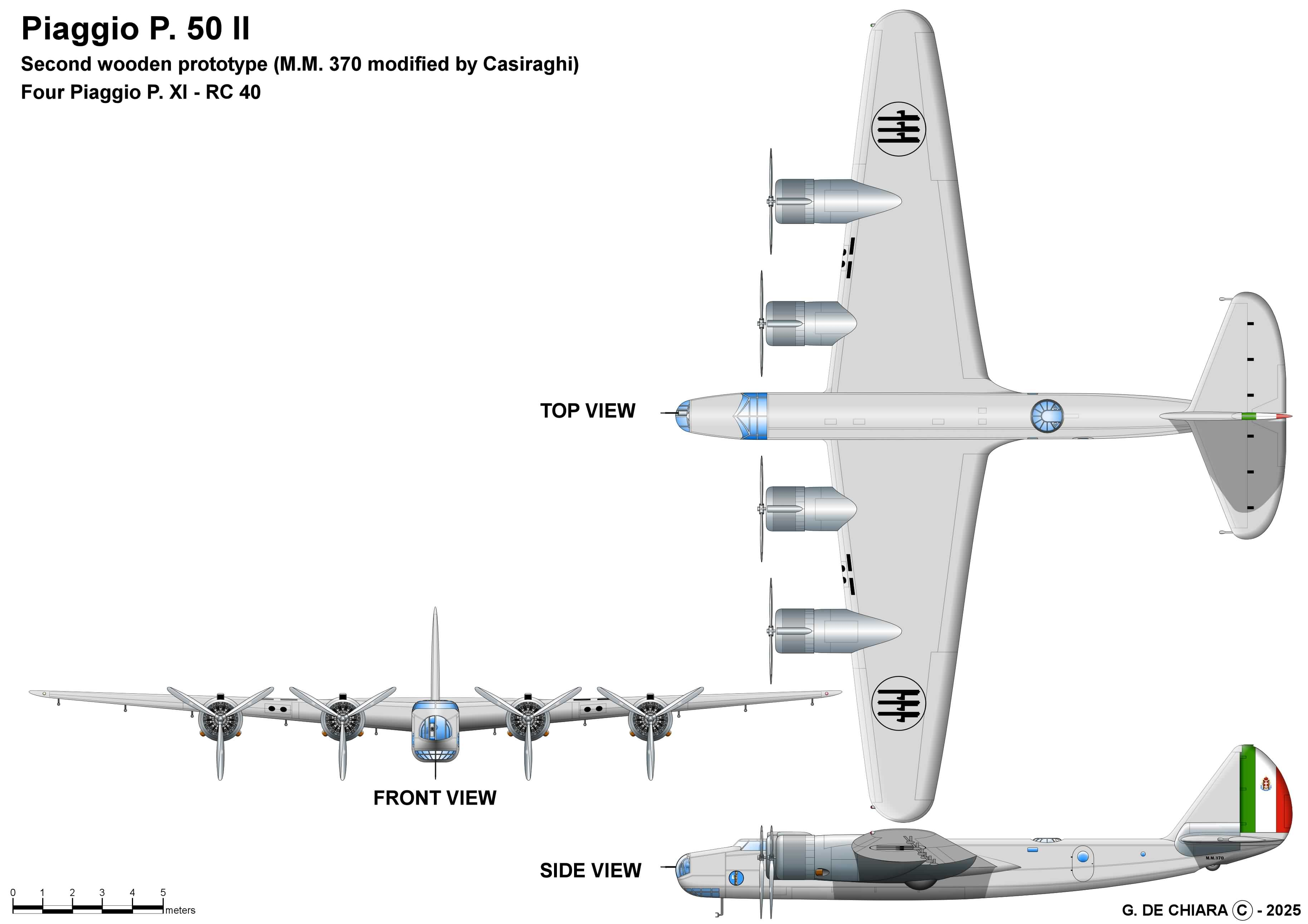
P 50 II, equipaggiato con quattro motori raffreddati ad aria, alloggiati in quattro gondole

Il P.50 II era un bombardiere quadrimotore di costruzione mista, con struttura della fusoliera, delle ali e dei piani orizzontali, in tubo d'acciaio saldato, mentre le superfici di controllo erano lignee. Il rivestimento era in tela. Il carrello d'atterraggio era di tipo triciclo posteriore, con le gambe di forza principali parzialmente retrattili nelle gondole motori. Il ruotino di coda, sterzante, era anch'esso retrattile.
L'armamento difensivo si basava su cinque mitragliatrici Breda-SAFAT MC.12,7 calibro 12,7 mm, e il carico massimo di caduta era di 2 500 kg di bombe.

## Impiego operativo
Il primo prototipo rimase danneggiato in un incidente in fase d'atterraggio sull'aeroporto di Malpensa nel 1938, con pilota Angelo Tondi, e lì, una volta riparato, rimase inutilizzato dopo che era stata bocciata la richiesta di rimotorizzazione con quattro motori Isotta Fraschini L.121 R.C.40.
Il 24 febbraio 1938 andò in volo per la prima volta il secondo prototipo P.50-II (MM 370), ancora una volta nelle mani del collaudatore Angelo Tondi. Esso era di costruzione lignea, tranne per la struttura delle superfici mobili, dotato di quattro motori radiali Piaggio P.XI RC.40 da 1 000 CV (746 kW) azionanti eliche tripala trattrici, disposti in posizione classica sul bordo d'attacco alare. Tale versione era stata sviluppata dall'ingegnere Giovanni Casiraghi a partire dall'aprile 1936.
L'armamento difensivo era stato aumentato a cinque mitragliatrici Breda-SAFAT cal.12,7 × 82 mm. Le prove di volo furono effettuate sull'aeroporto di Guidonia a partire dal 30 gennaio 1939, ma non diedero esito soddisfacente, in quanto l'aereo si dimostrò incapace di raggiungere le prestazioni previste dal contratto a causa dell'eccessivo peso dovuto all'adozione di una struttura lignea. Il velivolo risultò sottopotenziato e rimase inutilizzato a Guidonia.
Il terzo prototipo (MM.371) era di costruzione interamente metallica, indicato infatti nei documenti come P.50 Metallico, volò per la prima volta a Pontedera (provincia di Pisa) il 23 novembre 1938 nelle mani del collaudatore Niccolò Lana. Non è nota l'attività svolta dal terzo esemplare, che risultava ancora in carico al 1° Centro Sperimentale di Roma-Guidonia all'inizio del 1941.  Lo sviluppo del modello fu definitivamente abbandonato a favore del più promettente P.108B.

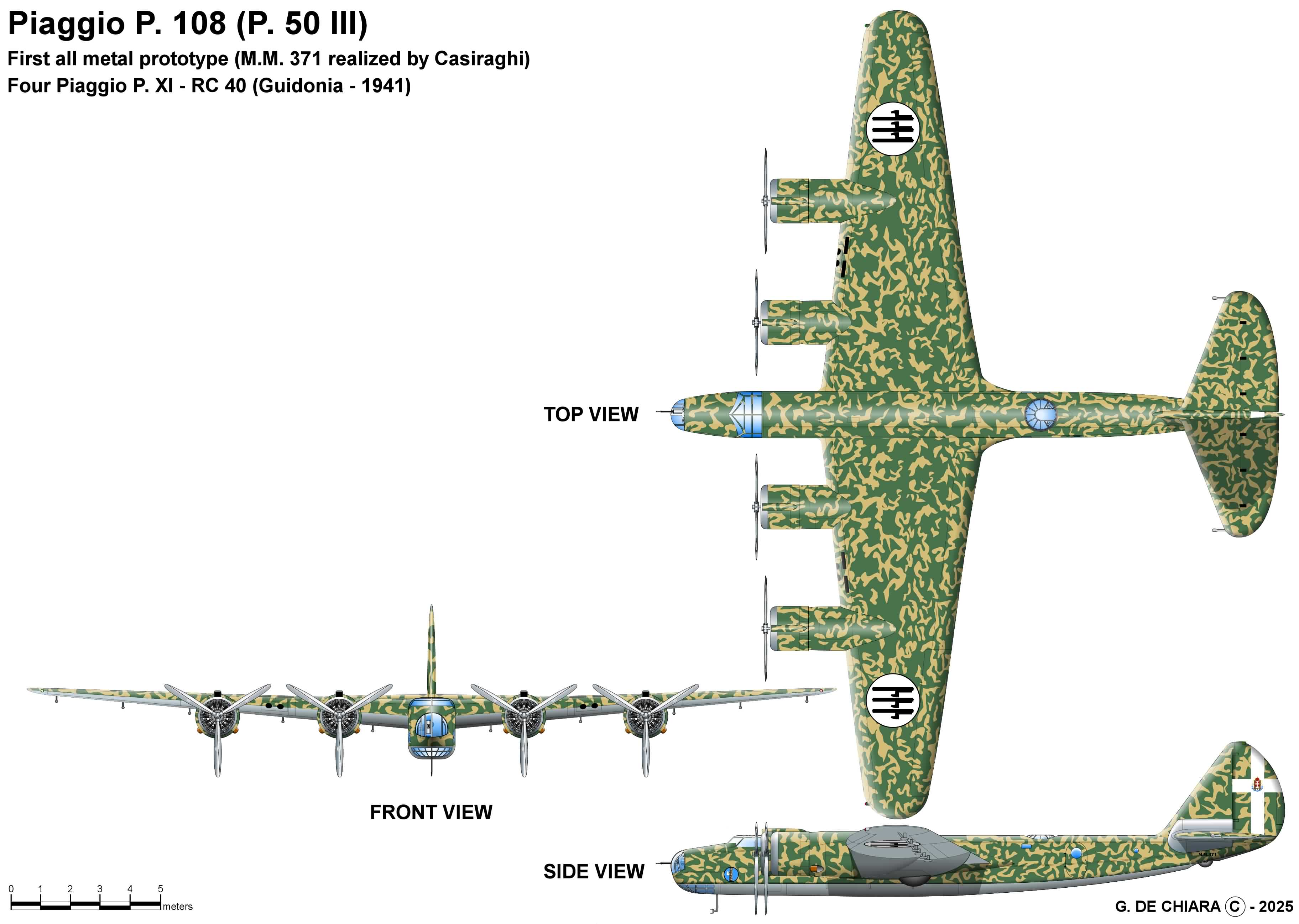
P.50 nella versione "metallica", disegnato dall'ingegner Casiraghi come precursore del P 108B

## Utilizzatori
Italia
- Regia Aeronautica

### Annotazioni
1. ↑  Noto anche come «Programma dei 3000 apparecchi»
2. ↑  La fusoliera era stata derivata da quella del precedente bimotore da bombardamento Piaggio P.32bis, costruito in piccola serie ed adottato per un breve periodo dalla Regia Aeronautica.
3. ↑  Derivati in realtà dal propulsore francese Gnome-Rhône 14K Mistral Major.

### Fonti
1. ↑  Piaggio P.50 in Уголок неба.
2. 1 2 3 4 5 6 7 8 9 10  Zorini 1994, p. 24.
3. ↑  Thompson 1963, p. 224.
4. 1 2 3  Thompson 1963, p. 225.
5. 1 2 3 4 5 6 7 8 9 10  Sgarlato 2007, p. 34.
6. ↑  Zorini 1994, p. 23.
7. 1 2  Brotzu, Caso, Consolo 1973, p. 19.
8. 1 2  Thompson 1963, p. 227.

### Periodici
- Nico Sgarlato, Prototipi della Regia Aeronautica, in Aerei nella Storia, n. 57, Parma, West-Ward Edizioni, dicembre-gennaio 2007,  p. 34, ISSN 1591-1071.
- Decio Zorini, La genesi dei bombardieri quadrimotori, in Storia Militare, n. 11, Parma, Ermanno Albertelli Editore, agosto 1994,  p. 34, ISSN 1122-5289.